# Parafia św. Anny w Chałupach
Parafia św. Anny w Chałupach – parafia rzymskokatolicka położona w Chałupach. Mieści się przy ulicy Kaperskiej. Wchodzi w skład 
dekanatu Morskiego w archidiecezji gdańskiej.
Decyzją Arcybiskupa Sławoja Leszka Głódzia – Metropolity Gdańskiego, z dnia 15 lutego 2017 parafia została mianowania siedzibą dekanatu, a jej proboszcz dziekanem.

## Historia
W maju 1990 roku dzięki staraniom ówczesnego proboszcza ks. Gerarda Markowskiego z Kuźnicy i zgodzie Kurii Biskupiej chełmińskiej przejęto w wieczyste użytkowanie od Skarbu Państwa grunt pod budowę kościoła. 29 grudnia 1991 roku biskup Marian Przykucki poświęcił kamień węgielny pod budowę kościoła filialnego. Mieszkańcy utworzyli Komitet Budowlany, na którego czele stanął Wincenty Konkel. 3 lipca 1994 roku została odprawiona pierwsza msza święta w kościele, celebrowana przez Metropolitę Warmińskiego, Ks. Abp Edmunda Piszcza. Pierwszym proboszczem został ks. Marian Świątek. Parafia została erygowana 26 czerwca 1997 roku dekretem Metropolity Gdańskiego Abp Tadeusza Gocłowskiego z parafii św. Antoniego w Kuźnicy. 22 czerwca 1998 roku rozpoczęto budowę domu parafialnego. Obecnym proboszczem jest ks. mgr Adam Pleskot.

## Kościół
Bryła kościoła ma przypominać tradycyjną rybacką chatę, niską, z wysokim trójkątnym dachem. Nad drzwiami wejściowymi umieszczono witraż, utrzymany w kolorystyce zielono-beżowej, z napisem "Jestem, który jestem" oraz hebrajskimi literami JHWH. Na witrażu umieszczono również kaszubski ornament kwiatowy. Autorem projektu kościoła oraz witraży jest ks. Roman Rychert. Wnętrze kościoła utrzymane jest w jasnej tonacji, z białymi ścianami, drewnianym sufitem i marmurową posadzką. W załamaniach dachu umieszczono witraże, nawiązujące swoją kolorystyką i wzornictwem do haftu kaszubskiego oraz do rzemiosła rybackiego (sieci rybackie). W bocznych ścianach kościoła znajdują się witraże: "Ukrzyżowanie" oraz "Duch Święty". Na witrażu "Ukrzyżowanie" umieszczono również sylwetki kościołów w Kuźnicy i Chałupach, połączonych tęczą. Ołtarz główny wyłożono bursztynem. Nad ołtarzem, w części głównej prezbiterium umieszczono figurę Jezusa na krzyżu. Po prawej stronie ołtarza znajduje się obraz św. Anny z Maryją.